# Ernesto Baeza Michelsen
Ernesto Baeza Michelsen (* 1916; † nach 2000) war ein chilenischer Generalmajor und Politiker, der zu den Initiatoren des Militärputsches vom 11. September 1973 gehörte. Er war während der Militärdiktatur unter General Augusto Pinochet zwischen 1973 und 1981 Direktor der Untersuchungspolizei (Policía de Investigaciones) und als solcher maßgeblich für Verhaftungen, Folter und Ermordung von Anhängern der zwischen 1970 und 1973 amtierenden Regierung von Staatspräsident Salvador Allende verantwortlich.

## Leben

### Militärische Laufbahn und Beförderung zum Generalmajor
Baeza Michelsen wurde nach Abschluss der Offiziersausbildung 1939 als Unterleutnant (Alférez) zum Artillerieregiment 2 nach La Serena versetzt, wo er 1940 zum Leutnant (Subteniente) sowie 1942 zum Oberleutnant (Teniente) befördert wurde. 1943 erfolgte seine Versetzung zu der in Santiago de Chile stationierten 2. Berittenen Kavalleriegruppe „Maturana“ und kurz darauf zu dem ebenfalls in Santiago stationierten Artillerieregiment 1 „Tacna“, wo er zugleich zum Hauptmann (Capitán) befördert wurde. 1945 wechselte er als Ausbilder an die Militärschule (Escuela Militar) in Santiago sowie 1946 zur Andenabteilung 4 „La Concepción“ in Lautaro, ehe er 1950 zur 2. Berittenen Kavalleriegruppe zurückkehrte. 
1952 wurde Baeza Michelsen zum Vizedirektor der Staatlichen Sportbehörde ernannt und als solcher 1954 zum Major (Mayor) befördert. 1956 übernahm er den Posten als stellvertretender Kommandeur des Regiments „Maturana“ in Santiago und fand danach zwischen 1958 und 1963 Verwendung in der Nachrichtendienstabteilung des Generalstabes der Nationalen Verteidigung, wo 1959 seine Beförderung zum Oberstleutnant (Teniente Coronel) erfolgte. Im Anschluss absolvierte er 1964 einen Kommandeurs- und Generalstabslehrgang in Fort Gulick in Panamakanalzone und wurde nach seiner Rückkehr Kommandeur des Artillerieregiment 2 in La Serena. 1966 wurde er zum Oberst (Coronel) befördert und war zwischen 1967 und 1969 in dem für Spezialdienste zuständigen Referat IV der Nachrichtendienstabteilung des Generalstabes des Heeres tätig. In dieser Zeit reiste er in die USA zum Besuch eines Lehrgangs am Inter-American Defense College (IADC).
1970 wurde Baeza Michelsen zum Brigadegeneral (General de Brigada) befördert. Als solcher wurde er in Personalunion Militärattaché an der Botschaft in den USA, Chef der dortigen Militärmission Chiles sowie Delegierter des Heeres im Interamerikanischen Verteidigungsausschuss IADB (Inter-American Defense Board). 1971 kehrte er nach Chile zurück und übernahm den Posten als Oberkommandierender der I. Heeresdivision in Antofagasta. 1972 wurde er zum Oberkommandierenden des Heeresinfrastrukturkommandos (Comando de Infraestructura del Ejército) in Santiago ernannt sowie zum Generalmajor (General de Division) befördert. 

### Militärputsch vom 11. September 1973 und Pinochet-Diktatur
In dieser Funktion gehörte er zu den Initiatoren des Militärputsches vom 11. September 1973 unter General Augusto Pinochet. Am 28. Dezember 1973 sagte er in einem Presse-Interview über den Morgen des Putsches: 
„Ich war im Verteidigungsministerium als die Adjutanten beschlossen, als Verbindungsperson zu den Streitkräften zu dienen. Staatspräsident Salvador Allende wollte, dass die Oberbefehlshaber ihn ihm Präsidentensitz La Moneda besuchten. Allende wollte mit mir reden, ich erzählte ihm von Pinochets Meinung, aber er weigerte sich, La Moneda zu verlassen, und eine Viertelstunde vor der Bombardierung des Präsidentenpalastes kontaktierte Allende mich erneut. Nach dem Angriff gab es Brände, und ich schlug den Generalen Hermán Brady und Sergio Arellano Stark vor, dass Massenträgheitsgas verwendet wird, ein Auftrag, der von der Uniformierten Polizei (Carabineros de Chile) ausgeführt wurde.“
Noch am Tage des Putsches wurde Baeza Michelsen neben seinem Posten als Oberkommandierender des Heeresinfrastrukturkommandos als Nachfolger von Alfredo Joignant Muñoz zum Direktor der Untersuchungspolizei (Policía de Investigaciones) ernannt und behielt diesen Posten bis 1981. In dieser Funktion war er während der Militärdiktatur von Augusto Pinochet maßgeblich für die Folter und Ermordung der Personen verantwortlich, die der Regierung Allendes und dessen Unidad Popular (UP) nahestanden sowie insbesondere der Mitarbeiter des Präsidialamtes in La Moneda. Zudem ordnete er die Verhaftung des Untersuchungsrichters Juan Bustos Marchant an, der später bei einem als Suizid getarnten Mord im Untersuchungsgefängnis von Valparaíso starb. Des Weiteren nahm er persönlich an der Vernehmung des Vizedirektors der Untersuchungspolizei der Regierung Allende, Samuel Riquelme, teil. Zuletzt war er am sogenannten Covema-Fall (Comando Vengador de Mártires) beteiligt, bei dem Ermittlungsbeamte den Studenten José Eduardo Jara sowie elf weitere Personen entführten und Jara am 2. August 1980 töteten. Aus diesem Grund musste Baeza Michelsen seine Position als Leiter der Untersuchungspolizei am 12. August 1980 aufgeben. Sein Nachfolger wurde daraufhin Fernando Paredes Pizarro, während der loyal zu Pinochet stehende General Humberto Gordon Rubio Direktor des Nationalen Informationszentrums CNI (Central Nacional de Informaciones) wurde, der wiederum zugleich über gute Beziehungen zum Direktor der DINA Juan Manuel Guillermo Contreras Sepúlveda verfügte.
In einer von Richter Baltasar Garzón veröffentlichten Liste werden ihm ferner Beziehungen zur Operation Condor vorgeworfen, bei der in den 1970er- und 1980er-Jahren die Geheimdienste von sechs lateinamerikanischen Ländern – Argentinien, Chile, Paraguay, Uruguay, Bolivien und Brasilien – mit Unterstützung der Vereinigten Staaten, mit dem Ziel operierten, linke politische und oppositionelle Kräfte weltweit zu verfolgen und zu töten. Im Oktober 2000 reichte der spanische Rechtsanwalt Juan Garcés Klage gegen Baeza Michelsen, Manuel Contreras und Sergio Arellano Stark wegen der Ermordung des spanischen Diplomaten Carmelo Soria am 16. Juli 1976 und des spanischen Priesters Antonio Llidó Mengual am 25. Oktober 1974 ein. In einem Interview mit der Wochenzeitung SEMANA erklärte Baeza Michelsen am 3. November 2000 dazu:
„Baeza Michelsen: Iturriaga war mein Schwiegersohn, er war ein sehr guter Offizier, und wenn er ein Verbrechen begangen hat, weil er Befehle befolgt hat, habe ich ihm nichts dazu gesagt.
SEMANA: Wer hätte den Befehl geben sollen, General Prats anzugreifen?
Baeza Michelsen: Superior, Pinochet. Er war der Vorgesetzte von allen in der Armee und in einer Armee wird niemand von allein tätig.
SEMANA: Wenn Pinochet sich des Angriffs gegen General Prats und seiner Frau schuldig machte, sollte er vor Gericht gehen?
Baeza Michelsen: Natürlich. Alle, die sich der Verbrechen schuldig gemacht haben, müssen vor Gericht gestellt werden, aber sie müssen es beweisen.“
Baeza Michelsen war verheiratet und Vater von vier Kindern. Eine seine Töchter war die Ehefrau von Brigadegeneral Raúl Eduardo Iturriaga Neumann, dem als ehemaligen Vizedirektor der Kommandoschule in Peldehue und Leiter der Auslandsabteilung des Nationalen Geheimdienstes DINA (Dirección Nacional de Inteligencia) eine Beteiligung an der Ermordung von General Carlos Prats und dessen Ehefrau am 30. September 1974 in Buenos Aires vorgeworfen wurde.